# Свистуновые (птицы)
Свистуновые (лат. Pachycephalidae) — семейство воробьиных птиц. Распространение представителей этой разнообразной группы большеголовых певчих птиц в основном ограничено Австрало-Папуасским регионом, и только три вида проникают через линию Уоллеса на Борнео, Филиппины и западное побережье Юго-Восточной Азии. Сорокопутовые мухоловки, самые невзрачные представители этого семейства, поют одни из самых красивых песен во всем мире.

## Образ жизни и биология
Свистуновые обитают в основном в лесных биотопах, от тропических лесов до открытых австралийских кустарниковых зарослей. Питаются в основном насекомыми и другими беспозвоночными. В состав рациона у более крупных видов, особенно у сорокопутовых мухоловок, входят также мелкие позвоночные, такие как лягушки и ящерицы. Представители этого семейства также поедают фрукты, которые могут составлять значительную часть рациона у некоторых видов. Представители рода Pachycephala добывают пищу в основном на деревьях, собирая насекомых с веток и листвы, в то время как виды Colluricincla добывают пищу в основном на земле.
Представители семейства свистуновых моногамны с обоюдной опекой родителей за птенцами, и, что необычно для Corvoidea в этом регионе, о кооперативном размножении в этой группе не сообщалось. Гнездо, как правило, чашеобразной формы, чаще всего размещается в горизонтальной развилке ветки, но также, у некоторых сорокопутовых мухоловок, в различных полостях или на земле. Гнездо обычно сооружается из веток, травы, коры и листьев, часто выстилается корешками или другим тонким материалом. Для крепления гнезда к веткам иногда используется паутина. В кладке обычно два или три яйца. У большинства изученных видов и самец, и самка участвуют в строительстве гнезда, насиживании и кормлении птенцов. Инкубация занимает от 15 до 19 дней, а птенцы покидают гнездо примерно через 10—12 дней. По-видимому, о них заботятся оба родителя по крайней мере в течение двух месяцев после оперения.

## Классификация
В состав семейства включают пять родов с 69 видами:
- Colluricincla Vigors & Horsfield, 1827 — Сорокопутовые мухоловки — 11 видов
- Coracornis Riley, 1918 — 2 вида
  - Coracornis raveni Riley, 1918 — Красноспинный свистун
  - Coracornis sanghirensis (Oustalet, 1881)
- Melanorectes Sharpe, 1877 — 1 вид
  - Melanorectes nigrescens (Schlegel, 1871) — Чёрная дроздовая мухоловка, или чёрный питоху
- Pachycephala Vigors, 1825 — Свистуны — 53 вида
- Pseudorectes Sharpe, 1877 — 2 вида
  - Pseudorectes incertus (van Oort, 1909) — Пестрогрудая дроздовая мухоловка
  - Pseudorectes ferrugineus (Bonaparte, 1850) — Рыжая дроздовая мухоловка

Ранее к семейству принадлежали синичья толстоголовка и целебесская толстоголовка, однако генетические доказательства свидетельствуют, что эти виды должны быть выделены в семейства Falcunculidae и Hylocitreidae соответственно.